# فلسطين.
فلسطين. è il dominio di primo livello nazionale (ccTLD) internazionalizzato assegnato alla Palestina.